# Sénateur de droit
Pour l’article homonyme, voir Sénateur de droit (Belgique).
Le terme sénateur de droit, en droit constitutionnel italien, désigne deux personnages différents, qui ont en commun d'avoir été nommés, sur la base de certaines exigences, membres du Sénat de la République: les "sénateurs de droit et à vie", qui existent encore aujourd'hui, et les "sénateurs de droit" de la première législature républicaine.

## Sénateurs de droit et à vie
Le premier terme est celui des anciens présidents de la République qui, en vertu de l'article 59 de la Constitution italienne, deviennent "sénateurs de droit et à vie", sauf s'ils renoncent à leur fonction.

## Sénateurs de droit de la1relégislature
Le deuxième terme est celui de certaines personnes qui ont été nommées "sénateurs de droit" lors de la première législature de la République italienne (1948-1953). La troisième disposition transitoire et finale de la Constitution italienne stipulait que pour la première législature au Sénat, à côté des sénateurs élus, un certain nombre de membres de droit siégeraient sur la base de certaines exigences.
Ils étaient sénateurs de droit, en fait, tous les députés de l'Assemblée constituante qui possédaient les conditions légales pour être sénateurs et qui remplissaient l'une des conditions suivantes:
- avoir été président du Conseil des ministres du royaume d'Italie ou président de l'une des assemblées législatives ;
- après avoir été membre du Sénat du royaume (Italie) (dissous en 1946) ;
- avoir été élu au moins trois fois (y compris à l'Assemblée constituante) ;
- ayant été déclaré inéligible lors de la séance de la Chambre des députés du 9 novembre 1926 (pour avoir participé à la sécession de l'Aventin) ;
- avoir purgé une peine d'emprisonnement d'au moins cinq ans à la suite d'une condamnation par le Tribunal spécial pour la sûreté de l'État.

En outre, tous les membres du Sénat dissous du royaume qui avaient été membres du Conseil national étaient sénateurs de droit.
Les sénateurs de droit servaient en quelque sorte de suture entre les nouvelles classes parlementaires et la classe politique pré-fasciste.
Cette disposition - qui a conduit à la nomination d'un total de 107 sénateurs - a profité numériquement à la gauche (PCI, PSI, PSLI, groupe démocratique de gauche), qui a reçu un total de 59 sénateurs de droit, mais aussi à l'aire libérale qui a obtenu des sièges parlementaires puisque, entre le PLI, Unione Democratica Nazionale et d'autres indépendants, elle a ramené à la chambre haute le sommet de la classe dirigeante préfasciste survivante. Le parti Democrazia Cristiana (parti chrétien-démocrate) était désavantagé, car en l'absence de sénateurs d'office, il aurait obtenu la majorité absolue au Sénat (131 sièges sur les 237 élus), mais il a été obligé de former un gouvernement de coalition avec le PLI, il PSLI et le PRI.

## Liste
Voici la liste des 107 sénateurs de droit de la 1re législature, répartis selon le groupe parlementaire auquel ils appartiennent.

### Democrazia Cristiana
1. Salvatore Aldisio
2. Leopoldo Baracco
3. Giovanni Bertini
4. Giovanni Battista Bertone
5. Giambattista Bosco Lucarelli
6. Giovanni Braschi
7. Teodoro Bubbio
8. Paolo Cappa
9. Luigi Carbonari
10. Mario Cingolani
11. Luciano Fantoni
12. Stefano Jacini
13. Umberto Merlin
14. Giuseppe Micheli
15. Giovanni Pallastrelli
16. Umberto Tupini
17. Alessandro Turco
18. Giovanni Uberti

### Partito Comunista Italiano
1. Luigi Allegato
2. Vittorio Bardini
3. Adele Bei
4. Aladino Bibolotti
5. Renato Bitossi
6. Ilio Bosi
7. Arturo Colombi
8. Edoardo D'Onofrio
9. Giovanni Farina
10. Armando Fedeli
11. Umberto Fiore
12. Vittorio Flecchia
13. Vittorio Ghidetti
14. Ruggero Grieco
15. Francesco Leone
16. Girolamo Li Causi
17. Fabrizio Maffi
18. Enrico Minio
19. Guido Molinelli
20. Cino Moscatelli
21. Eugenio Musolino
22. Celeste Negarville
23. Giacomo Pellegrini
24. Riccardo Ravagnan
25. Giuseppe Rossi
26. Giovanni Roveda
27. Mauro Scoccimarro
28. Pietro Secchia
29. Emilio Sereni
30. Velio Spano
31. Umberto Terracini

### Partito Socialista Italiano
1. Francesco Buffoni
2. Giovanni Cosattini
3. Michele Giua
4. Emidio Lopardi
5. Pietro Mancini
6. Rodolfo Morandi
7. Tito Oro Nobili
8. Sandro Pertini
9. Antonio Priolo
10. Giuseppe Romita
11. Tommaso Tonello

### Partito Socialista dei Lavoratori Italiani(Groupe de l'unité socialiste)
1. Alessandro Bocconi
2. Giuseppe Canepa
3. Emilio Canevari
4. Ludovico D'Aragona
5. Eduardo Di Giovanni
6. Giuseppe Filippini
7. Nino Mazzoni
8. Riccardo Momigliano
9. Luigi Montemartini
10. Giovanni Persico
11. Giuseppe Piemonte
12. Francesco Zanardi
13. Adolfo Zerboglio

### Gruppo Democratico di Sinistra (Groupe de la gauche démocratique)
1. Emilio Lussu (ex Partito d'Azione)
2. Pietro Mastino (Partito Sardo d'Azione)
3. Enrico Molè (ex Partito Democratico del Lavoro)
4. Dante Veroni (ex Partito Democratico del Lavoro)

### Partito Repubblicano Italiano
1. Giovanni Conti
2. Cipriano Facchinetti
3. Cino Macrelli
4. Ferruccio Parri
5. Carlo Sforza

### Partito Liberale Italiano
1. Alessandro Casati
2. Benedetto Croce
3. Giuseppe Fusco
4. Alfonso Rubilli
5. Domenico Tripepi

### Groupe mixte

#### Unione Democratica Nazionale
1. Arturo Labriola
2. Francesco Saverio Nitti
3. Vittorio Emanuele Orlando
4. Giuseppe Paratore
5. Giovanni Porzio
6. Vito Reale

#### Autres
1. Mario Abbiate (ex Unione Nazionale)
2. Roberto Bencivenga (Fronte dell'Uomo Qualunque)
3. Tullio Benedetti (Unione Monarchica Italiana)
4. Alberto Bergamini
5. Ivanoe Bonomi (ex Partito Democratico del Lavoro)
6. Giuseppe Buonocore (ex Blocco Nazionale della Libertà)
7. Igino Coffari
8. Luigi Einaudi (jusqu'au 11 mai 1948, date à laquelle il a été élu président de la République italienne)
9. Alfredo Frassati
10. Luigi Gasparotto (ex Partito Democratico del Lavoro)
11. Federico Ricci
12. Nino Ronco
13. Meuccio Ruini (ex Partito Democratico del Lavoro)
14. Pietro Tomasi della Torretta

## Note
1. 1 2  « La storia del Senato », Senato della Repubblica (consulté le 17 août 2013)
2. ↑  DPR 22 aprile 1948, dans Gazzetta Ufficiale della Repubblica Italiana, n. 97-bis, 24/04/1948.

## Source
- (it) Cet article est partiellement ou en totalité issu de l’article de Wikipédia en italien intitulé « Senatore di diritto » (voir la liste des auteurs).